# Wald (Solingen)
Wald ist ein Stadtteil und Stadtbezirk der bergischen Großstadt Solingen. Er ist der flächenmäßig kleinste der fünf Solinger Stadtbezirke.

## Geographie

### Geographische Lage
Wald befindet sich im Nordwesten der Bergischen Hochflächen, am Übergang vom Ohligser Terrassenriedel (Rheinterrasse) zur Solinger Hochfläche. Der Kernort liegt dabei auf etwa 190 bis 200 Metern über NHN. Der von West nach Ost gleichmäßig von 145 auf 190 Meter ansteigende Terrassenriedel begünstigte in der Vergangenheit den starken Siedlungsbau.:1 Das Walder Stadtteilzentrum liegt auf einem Höhenrücken zwischen zwei bewaldeten Bachtälern, im Norden das Ittertal, das die Grenze zu Haan bildet, und im Süden das Lochbachtal, das Wald von Merscheid und der Solinger Stadtmitte trennt. Zahlreiche weitere kleine Bäche durchziehen Wald, unter anderem Demmeltrather Bach, Krausener Bach und Baverter Bach, die Lochbach oder Itter als Zuflüsse dienen.
Der Stadtbezirk Wald liegt im Nordwesten Solingens und grenzt im Norden und im Nordwesten an die Stadt Haan im Kreis Mettmann. Östlich grenzt Wald an den Stadtbezirk Gräfrath, südlich an den Stadtbezirk Solingen-Mitte sowie südlich und südwestlich an den Stadtbezirk Ohligs/Aufderhöhe/Merscheid.

### Stadtstruktur und Ortsbild
Das Walder Stadtteilzentrum, bis 1929 Zentrum der selbständigen Stadt Wald, liegt zentral inmitten des heutigen Stadtbezirks. In dessen Kern befindet sich am Walder Kirchplatz die evangelische Kirche Wald, deren romanischer Turm aus dem 12. Jahrhundert als das älteste erhaltene Bauwerk in Solingen gilt. Um die Kirche sowie den nicht erhaltenen Deutzer Fronhof ist ein Dorf entstanden, das im 19. Jahrhundert zur bergischen Kleinstadt herangewachsen ist. Durch den Ort führte der sogenannte alte Rheinweg zwischen Gräfrath und dem Rheinhafen in Hitdorf, dessen Streckenverlauf noch heute anhand der Friedrich-Ebert-Straße und der Stresemannstraße nachvollzogen werden kann. Trotz Gebäudeabbrüchen in der Nachkriegszeit zugunsten von Straßenbauprojekten blieb die Grundstruktur der Altstadt erkennbar erhalten. Zudem sind einige Fachwerk- und Schiefergebäude aus der Zeit des 18. und 19. Jahrhunderts sowie zahlreiche Massivhäuser der Gründerzeit mit teils prächtigen Stuckfassaden erhalten, deren Nebeneinander des Bild des Ortskerns heute noch prägen. Der historische Ortskern Wald ist daher seit 1995 als Denkmalbereich ausgewiesen.
In den Außenbezirken der früheren Stadt herrschte ursprünglich eine weilerartige Besiedlung in Form von Hofschaften vor, die sich durch die zerklüftete Topographie etwa entlang der Bachtäler teilweise bis heute erhalten hat. Etwa im Bereich Felder Hof, Fuhr und Demmeltrath sind die einstigen Hofschaften nahezu vollständig in der geschlossenen Bebauung aufgegangen. Wo es die Geländeform zuließ, verdichtete sich die Bebauung außerhalb der Kernstadt zu geschlossenen Wohnvierteln, dies vor allem in der Zeit des wirtschaftlichen Aufschwungs nach der Reichsgründung im Jahre 1871, so dass es mangels Kriegszerstörung auch viele Straßenzüge mit gründerzeitlicher Bebauung in Wald gibt.
Da es lange Zeit keine klare räumliche Trennung zwischen Wohnen und Industrie gegeben hat, siedelten sich viele Industriebetriebe an den Hauptausfallstraßen außerhalb der Stadt an, etwa an der Focher Straße und der Wittkuller Straße sowie ab Ende des 19. Jahrhunderts bevorzugt auch um den 1887 eröffneten Bahnhof Solingen-Wald. Da die Wohnbebauung der Stadt sich immer weiter ausbreitete, befinden sich viele Industriebetriebe heute unmittelbar in der Nachbarschaft zu Wohnhäusern. Bedingt durch den Strukturwandel und die Deindustrialisierung ab den 1980er Jahren liegen heute einige ehemals industriell genutzte Flächen brach, sollen aber teils einer neuen gewerblichen Nutzung zugeführt werden, wie beispielsweise der alte Firmensitz der Firma C. Grossmann Stahlguss. Der derzeitige Firmensitz des Unternehmens Breuer + Schmitz am Wiedenkamp soll zukünftig einer neuen Wohnbebauung weichen.

### Ortsteile und Wohnplätze
Neben dem Walder Stadtteilzentrum, der einstigen Keimzelle des Ortes rund um den Deutzer Fronhof und die evangelische Kirche, umfasst der heutige Stadtbezirk Wald folgende Ortsteile und Wohnplätze:
Adamsfeld | Altenhof | Bauskotten | Bausmühle | Bavert | Bech | Buckert | Büschberg | Delle | Demmeltrath | Dingshaus | Dültgenstal | Ehrener Mühle | Eigen | Eigener Berg | Eigener Feld | Eschbach | Felder Hof | Fuhr | Friesenhäuschen | Hahnenhaus | Häuschen | Heidufer | Henshaus | Holz | Igelsforst | Itterberg | Itterbruch | Knynsbusch | Kotzert | Kotzerter Stöcken | Krausen | Lindersberg | Loch | Mittelitter | Mummenscheid | Obenitter | Rolsberg | Scheider Mühle | Scheiderfeld | Scheuer | Schneppert | Sonnenkamp | Sonnenschein | Sorgenhaus | Stübben | Strauch | Tiefendick | Untenitter | Vogelsang | Westersburg | Weyer | Wiedenhof | Wiedenkamp | Widerschein | Wittkulle | Zieleskotten

## Geschichte
Die Siedlungsursprünge reichen im unteren Kirchspiel Wald (heute Ohligs) wahrscheinlich spätestens in das 10. Jahrhundert zurück. So wurde die dortige Hofschaft Barl bereits im Jahre 980 urkundlich erwähnt. Seit dem 11. Jahrhundert wurde das Gebiet verstärkt durch Rodung urbar gemacht und besiedelt. Die Villikation des Deutzer Hofes bildete den Mittelpunkt dieses Siedlungsausbaus. Um das Jahr 1020,:2 vermutlich im Jahre 1019, wurde Wald erstmals urkundlich erwähnt. In einer auf den 3. Mai 1019 datierten Urkunde des Kölner Erzbischofs Heribert von Köln, wird ein „Fronhof und Kirche namens Wald“ erwähnt (curtim et ecclesiam que Walda vocatur). Auch ein erster Kirchenbau, vermutlich eine einfache Holzkirche, muss zu diesem Zeitpunkt bereits existiert haben. Der Ortsname rührt wahrscheinlich von der stark bewaldeten Region des Bergischen Landes her.
Das heute zu Wald gehörende Gebiet war aufgrund seiner dichten Wälder und des unwegsamen Geländes, vermutlich bis in das 11. Jahrhundert überwiegend unbesiedelt. Wie in der gesamten Region des Bergischen Landes war zunächst die sogenannte Einzelhofbesiedlung mit sehr wenigen Bewohnern üblich. Um 1150 erfolgte ein Neubau der Walder Kirche aus Stein; der dabei entstandene romanische Westturm ist heute noch erhalten. Dieser Kirchturm gilt als das älteste erhaltene Gebäude Solingens. 

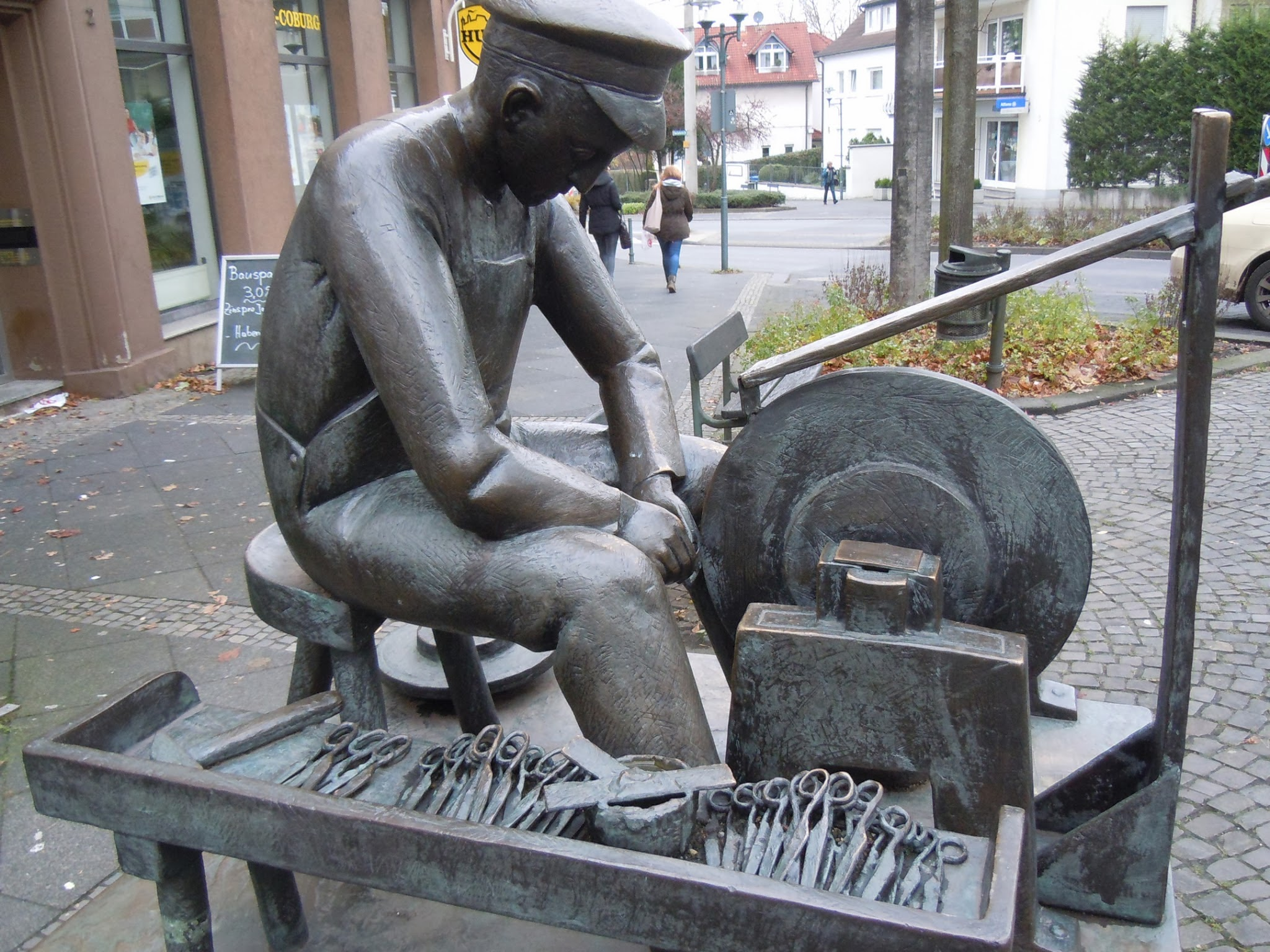
Schleifer an der Pließtscheibe, Henryk Dywan, 1984, Bronzeplastik

 Im Jahre 1185 wird das nahe Gräfrath aus dem Kirchspiel Wald herausgenommen, da es inzwischen durch das Kloster im Ort zu eigenem Einfluss gekommen war. 1218 entstanden im Bergischen Land Gerichtsbezirke, Wald wurde ein selbstständiger Gerichtsbezirk. 1314 wird am Deutzer Hof in Wald ein Gericht erwähnt. Zum 1363 erstmals erwähnten Amt Solingen gehörte auch das Kirchspiel Wald. Im Jahre 1590 wurde Wald, das zur Freiheit Gräfrath gehörte, zusammen mit letzterer reformiert und die Walder Kirche evangelisch. Jahrhundertelang prägte die Walder Wirtschaft die Fertigung von Klingen in den Schleifkotten an den zahlreichen Bächen im Stadtgebiet. Die Bevölkerung lebte überwiegend zerstreut in sich wenig verändernden einzelnen Höfen und Hofschaften. Große Veränderungen kamen erst mit der Industriellen Revolution über Wald. Der historische Ortskern Walds ist als Denkmalbereich in der Denkmalliste der Stadt Solingen ausgewiesen. Am 13. Oktober 1807 wurde Wald zur Bürgermeisterei erhoben. Sie bestand im Wesentlichen aus den drei Honschaften Itter, Scheid und Limminghofen. Vereinzelte Höfe kamen darüber hinaus aus weiteren Honschaften zu Wald hinzu, etwa Bavert, Vogelsang oder Gönrath. 1818 erfolgte der Neubau des Saalbaus der Walder Kirche, da der vorherige abgerissen werden musste.
Wald erhielt das Stadtrecht nach preußischer Städteordnung im Jahre 1856. Im Jahre 1890 erhielt Wald sein Stadtwappen.
Wirtschaftlich von höchster Bedeutung war für das industrialisierte Wald vor allem die Fertigung von Schirmen. Mit der Stadt Wald besonders verbunden war zu diesen Zeiten die Firma Kortenbach und Rauh, die mit ihrem bekanntesten Produkt, dem Kobold, den Weltmarkt eroberte. In Spitzenzeiten fanden mehr als 1.000 Menschen am Standort Wald Arbeit. Im Jahre 1887 wurde die Eisenbahnstrecke Solingen–Wald–Vohwinkel, die aufgrund ihres kurvenreichen Verlaufes sogenannte Korkenzieherbahn, in Betrieb genommen. Wald war dadurch mit dem Walder Bahnhof an das Schienennetz angeschlossen. 1892 erhielt Wald ein Rathaus am Standort der heutigen Friedrich-Ebert-Straße. Der imposante Backsteinbau präsentiert auch heute noch seine prachtvolle Fassade im Stil der Nordischen Renaissance. 1928 wurde mit dem Bau der Jahnkampfbahn, ein Sportstadion in Wald eröffnet, welches eine lange, sporthistorische Tradition begründete. Die Jahnkampfbahn auch Walder Stadion genannt existiert heute noch und ist aktuell das einzige Sportstadion in der Bergischen Großstadt Solingen.
Im Jahre 1929 wurde Wald mit der damaligen Stadt Solingen sowie den Städten Gräfrath, Höhscheid und Ohligs zur Großstadt Solingen zusammengeschlossen. Zum Zeitpunkt der Städtevereinigung lag die Einwohnerzahl Walds bei rund 27.000.
Die Schäden, bedingt durch den Zweiten Weltkrieg, fielen in Wald weit geringer aus als etwa in der Solinger Innenstadt, die beinahe völlig zerstört wurde. Als Reaktion auf die Flüchtlingsströme in den ersten Nachkriegsjahren entstanden auch in Wald rasch ganze Siedlungen, um der vorherrschenden Wohnungsnot beizukommen. Beispiele sind die Spar- und Bauvereinssiedlung am Wasserturm und die Siedlung Stettiner Straße/Gleiwitzer Straße, deren Straßennamen an ehemalige deutsche Oststädte erinnern, die Herkunftsorte der Flüchtlinge.
Mehrfach wurde der Walder Ortskern in der Nachkriegszeit baulichen Veränderungen unterzogen. Dem zunehmenden Straßenverkehr Rechnung tragend, begann man im Jahre 1956 mit dem Bau einer westlichen Umgehungsstraße zur Entlastung der unteren Friedrich-Ebert-Straße, der heutigen Stresemannstraße. 1961 war das Projekt, dem einige historische Bauwerke zum Opfer fielen, fertiggestellt. Zu einer wesentlichen Entspannung trug dies jedoch nicht bei, der enge Rundling im Bereich um die Kirche blieb für den schnellen Durchgangsverkehr ein Hindernis. So wurde Ende der 1980er Jahre mit dem Bau der Südumgehung begonnen und das Straßenstück zwischen dem Deutzerhof und der Kreuzung Schwindstraße/Wiedenhofer Straße entstand. Der Durchgangsverkehr wurde um den Ortskern umgeleitet, der in der Folgezeit der Fertigstellung des Umbaus im Jahre 1991 zur Fußgängerzone wurde.
Die Eisenbahnstrecke und der Bahnhof in Wald wurden schrittweise ab den 1980er Jahren stillgelegt, heute führt über den ehemaligen Bahndamm ein beliebter Radwanderweg, die Korkenziehertrasse.

### Wappen
|  | Walder Stadtwappen (seit 1890) |
|  | Blasonierung: „In einem dreieckigen silbernen (weißen) Schild ist eine blühende Eiche auf grüner Weide zu sehen. Am Stamm der Eiche lehnt ein schräg nach links gestellter kleiner Dreiecksschild in Schwarz und Silber (Weiß) besetzter Bordüre; auf goldenem (gelbem) Grund ein roter Merkurstab senkrecht über gekreuztem schwarzen Hammer und Schlägel. Im Oberwappen sieht man eine zinnengekrönte Stadtmauer mit geschlossenem Tor und drei Türmen.“ |
|  | |

## Politik

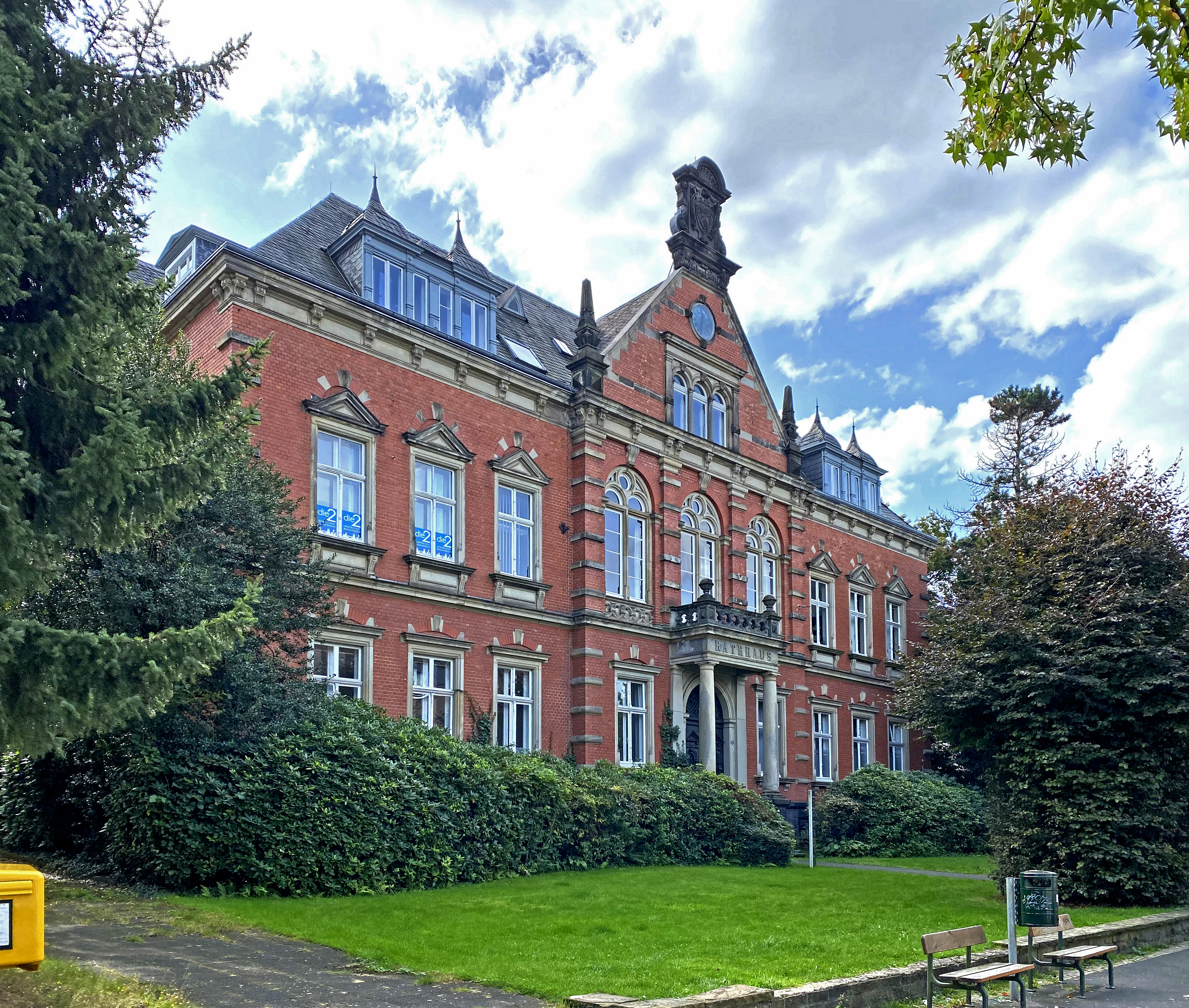
Ehemaliges Rathaus Wald

Wald ist neben Gräfrath, Burg/Höhscheid, Solingen-Mitte und Ohligs/Aufderhöhe/Merscheid einer der fünf Solinger Stadtbezirke. Der Bezirk verfügt über eine Bezirksvertretung mit 13 stimmberechtigten Mitgliedern. Bezirksbürgermeisterin ist Birgit Zeier (SPD), stellvertretende Bezirksbürgermeister sind Michael Klaas (CDU) sowie Iris Michelmann (GRÜNE). Bei den Kommunalwahlen in Nordrhein-Westfalen 2020 wurden SPD und CDU mit je vier Sitzen stärkste Kraft in der Bezirksvertretung Wald. Neben den Grünen sind auch die FDP sowie die AfD in dem Gremium mit mindestens einem Sitz vertreten. In der Bezirksvertretung kooperieren SPD und Grüne miteinander. Die Verwaltung der Bezirksvertretung übernimmt die zentrale Bezirksverwaltungsstelle, die für alle Solinger Stadtbezirke zuständig ist und im Rathaus in Solingen-Mitte angesiedelt ist.
| Sitzverteilung in der Bezirksvertretung Wald 2020Insgesamt 13 Sitze - SPD: 4 - Grüne: 3 - CDU: 4 - FDP: 1 - AfD: 1 Bezirksvertretungswahl 2020in Prozent %3020100 29,628,520,85,24,911,1 CDUSPDGrüneFDPAfDSonst.fGewinne und Verlusteim Vergleich zu 2014 %p 10 8 6 4 2 0 −2 −4 −6 −8−3,7−2,4+8,3−0,5+4,9−6,4CDUSPDGrüneFDPAfDSonst.Anmerkungen:f darunter: Linke 3,76 % (−1,34 %p) und BfS 3,7 % (−1,28 %p) |

## Wirtschaft

### Produzierendes Gewerbe

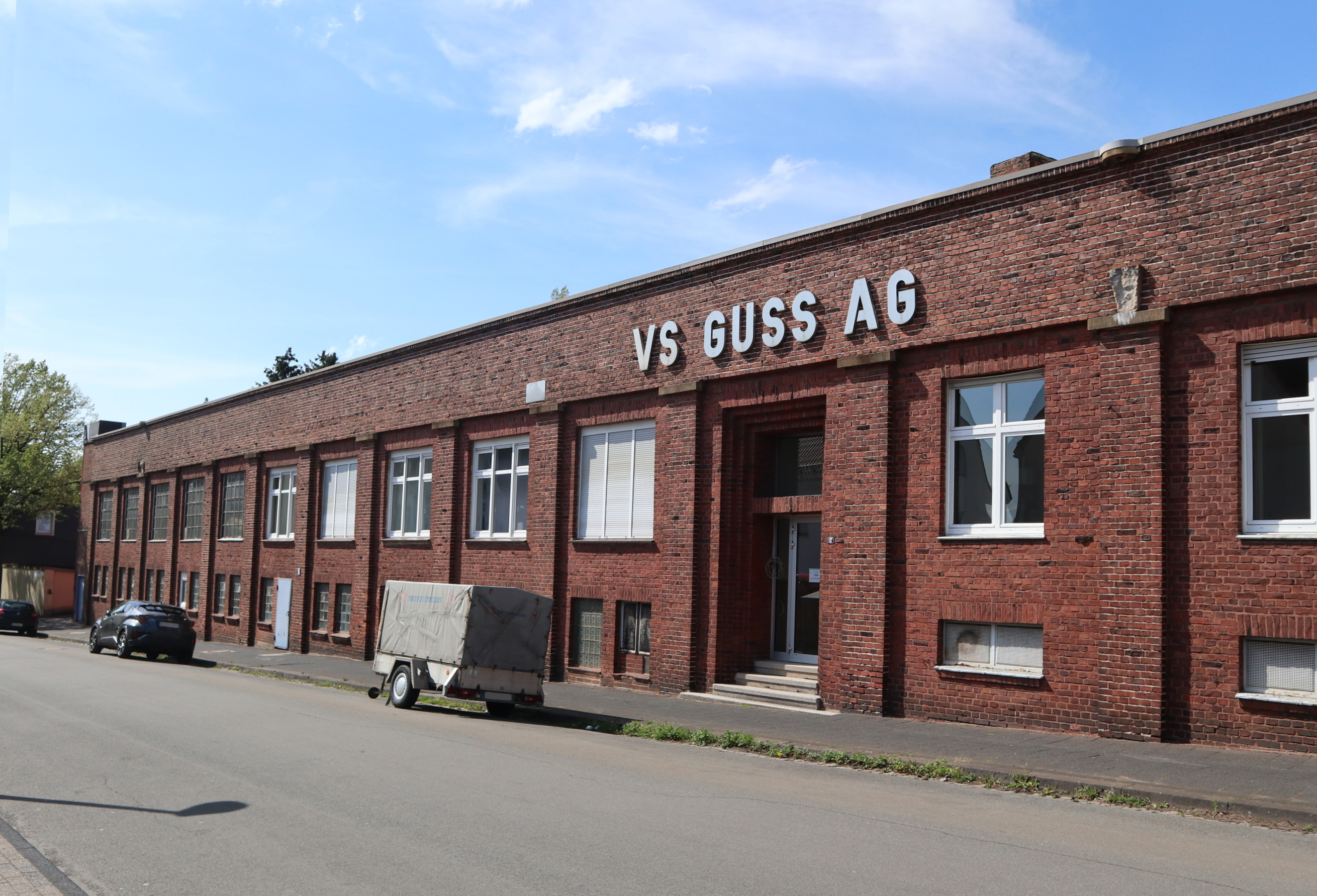
VS Guss AG

Zu den bedeutendsten Wirtschaftszweigen in Wald zählten historisch vor allem die Klingenherstellung sowie ab dem 19. Jahrhundert auch die Schirmfurniturenindustrie. Nach dem Zweiten Weltkrieg gewannen auch die Automobilzuliefererindustrie, die Haushaltsgeräte-, die Maschinenbau- und die Gießerei-Industrie an Bedeutung. Wald galt als Vorreiter bei der Industrialisierung im Kreis Solingen und wandelte sich bereits früh zur Industriestadt. Zu den bekanntesten Unternehmen gehörten Krups, C. Grossmann Stahlguss und Kortenbach & Rauh.:8–11
Aufgrund des industriellen Strukturwandels sinkt die Zahl der Industrieunternehmen in Wald seit den 1980er Jahren stetig. Dem Strukturwandel fielen auch einige Walder Großbetriebe zum Opfer, darunter im Jahr 1991 die Maschinenfabrik Klopp am Itterberg, 2000 die Schirmfabrik Kortenbach + Rauh am Weyer und zuletzt 2016 die Gießerei Grossmann nördlich des Walder Stadtteilzentrums. Zu den aktiven Walder Industriebetrieben zählen heute unter anderem: VS Guss AG (ehemals Vereinigte Schlüsselwerke), S. Franzen Söhne (Kunststoffe), Hugo Bauer (Metallverarbeitung) und Weyersberg, Kirschbaum & Cie. (WKC, Blankwaffen).:8–11

### Einzelhandel

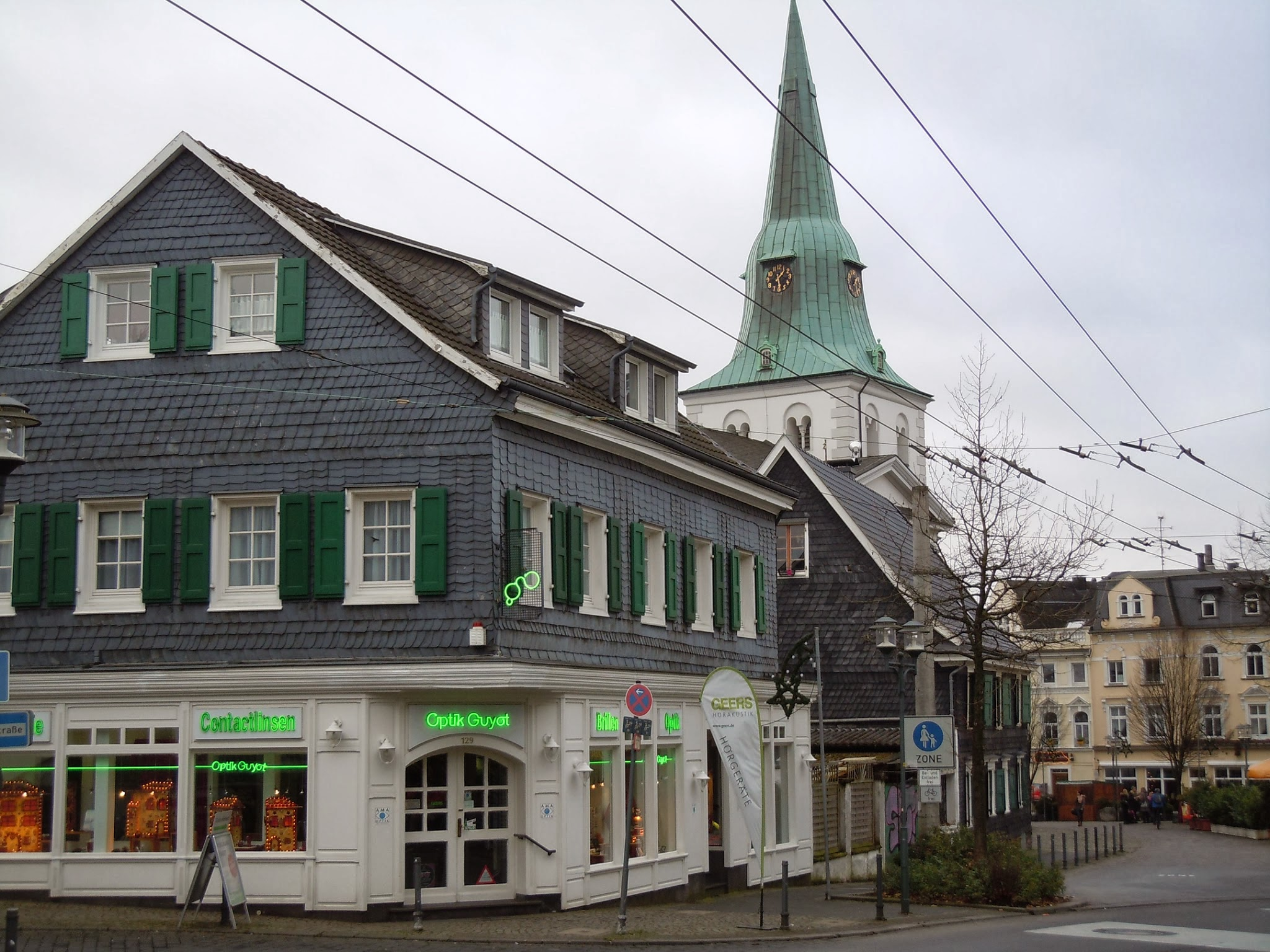
Einzelhandel an der Friedrich-Ebert-Straße

Der Ortskern von Wald ist neben Solingen-Mitte und Ohligs eines der Zentren für den Einzelhandel in Solingen. Den historischen Kern der Einzelhandelslandschaft in Wald bilden die Durchgangsstraße Friedrich-Ebert-Straße sowie die im Jahre 1991 ausgewiesene Fußgängerzone, die sich vom Walder Kirchplatz bis auf einen Teil der Stresemannstraße erstreckt. In diesem zentralen Versorgungsbereich befinden sich mehr als 50 Einzelhandelsbetriebe mit einer Gesamtverkaufsfläche von 7500 Quadratmetern. Angeboten werden hauptsächlich Produkte des täglichen Bedarfs; unter den Walder Händlern sind auch einige inhabergeführte Fachgeschäfte. Zweimal wöchentlich findet darüber hinaus auf dem Walder Marktplatz ein Wochenmarkt statt.:68f.
Aufgrund verschiedener Ursachen (u. a. veraltete und zu kleine Ladenlokale) kommt es in Teilen von Wald zu Trading-Down-Prozessen, denen mit einem Standortentwicklungskonzept begegnet werden soll.:72f.
Einen weiteren Schwerpunkt des Einzelhandels im Stadtbezirk Wald bildet der Bereich Weyer. Entlang der Weyerstraße befinden sich ebenfalls einige Einzelhandelsgeschäfte, die hauptsächlich Produkte des täglichen Bedarfs anbieten, sowie Gastronomiebetriebe.

## Verkehr und Infrastruktur

### Öffentlicher Nahverkehr
Wald ist durch mehrere Bushaltestellen an den öffentlichen Personennahverkehr in der Stadt Solingen angeschlossen. Die meistfrequentierte Bushaltestelle ist mit rund 3500 Ein- und Aussteigern pro Tag die Haltestelle Wald Kirche, die auch den wichtigsten Umstiegspunkt zwischen verschiedenen Linien vor Ort bildet. Die Linie 682, die Teil des Solinger Obus-Rings ist, verläuft durch Wald und erschließt große Teile des Stadtbezirks. Ferner bestehen Anschlüsse zu Busverbindungen nach Haan (Linie 692), über das Städtische Klinikum Solingen (Linie 692, 693) bzw. über den Botanischen Garten (Linie 690) nach Solingen-Mitte sowie in die Außenbezirke Obenitter und Eschbach (Linie 690). An das Nachtnetz ist Wald durch den Nachtexpress NE 22 angeschlossen, der teils den Weg der Linie 682 und teils den Weg der Linie 693 befährt.
Bis 1995 war Wald über den Bahnhof Solingen-Wald auch an das Eisenbahnnetz angeschlossen, auch wenn dieser seit der Nachkriegszeit hauptsächlich nur noch vom Güterverkehr bedient wurde und die reguläre Güterabfertigung bereits 1975 geschlossen wurde.

### Individualverkehr

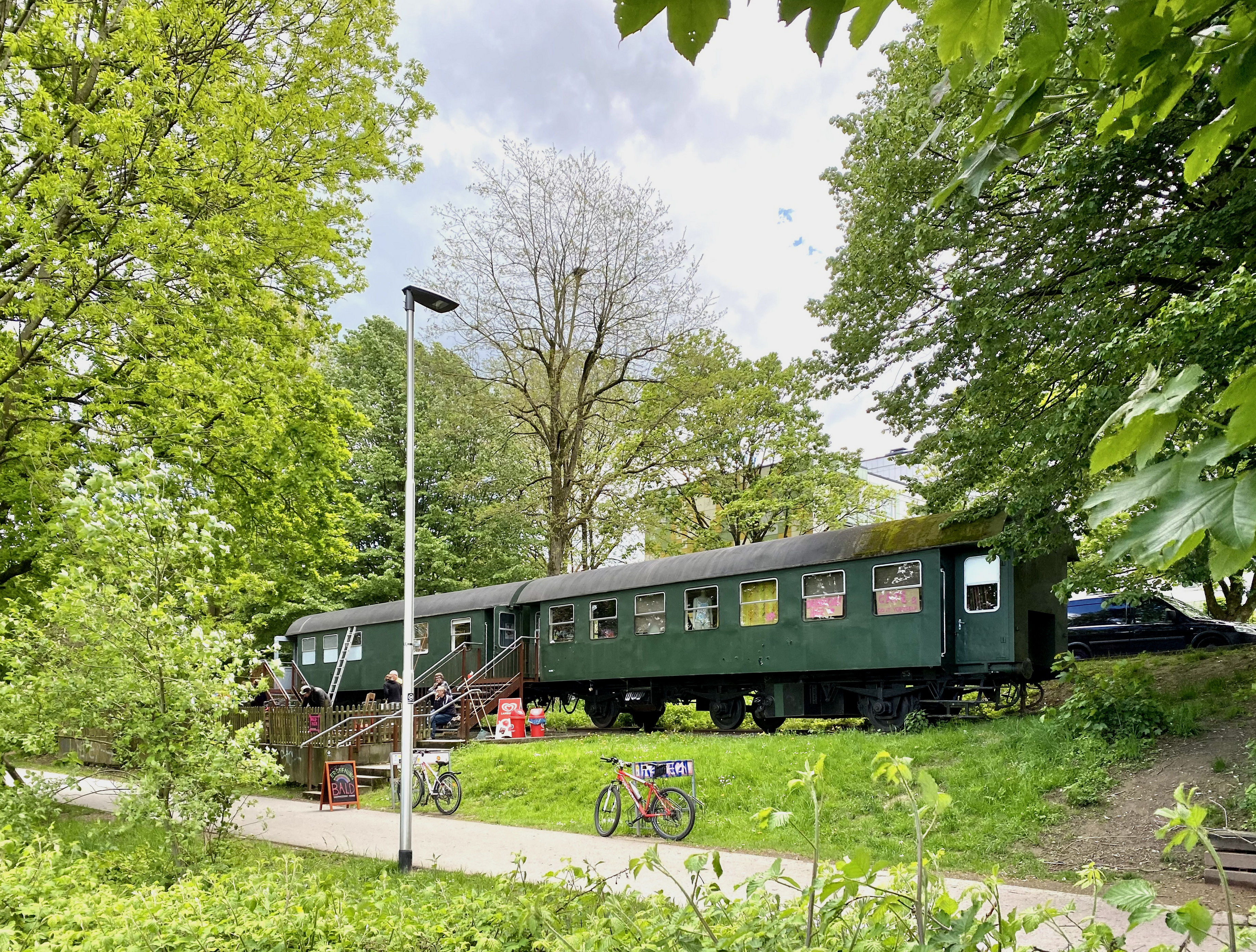
Korkenziehertrasse / Cafe in Wald

Solingen ist nicht direkt an das Bundesautobahnnetz angeschlossen. Jedoch sind die Anschlussstellen Haan-Ost und Haan-West an die Autobahn 46 von Wald aus innerhalb kurzer Zeit zu erreichen. Zentrale Verbindungsstraßen in Wald sind als Landes- oder Kreisstraßen klassifiziert, darunter die Landesstraße 85 (u. a. Weyerstraße, Focher Straße) und die Kreisstraße 5 (u. a. Talblick, Wittkuller Straße). Am Frankfurter Damm sowie am Mangenberg südlich von Wald besteht darüber hinaus Anschluss an die zur Kraftfahrstraße ausgebaute Landesstraße 141n, die Viehbachtalstraße, die Wald und das Stadtzentrum unter anderem mit Ohligs, Aufderhöhe und Merscheid verbindet. Von dort aus besteht weiter Anschluss an die Autobahn 3.
Die wichtigste autofreie Verbindung zwischen Solingen-Mitte, Wald und Gräfrath bildet die 2006 eingeweihte Korkenziehertrasse, die auf der ehemaligen Bahnstrecke Solingen–Wuppertal-Vohwinkel entstand. Sie ist heute der größte und beliebteste Bahntrassenradweg in Solingen.

### Bildungseinrichtungen

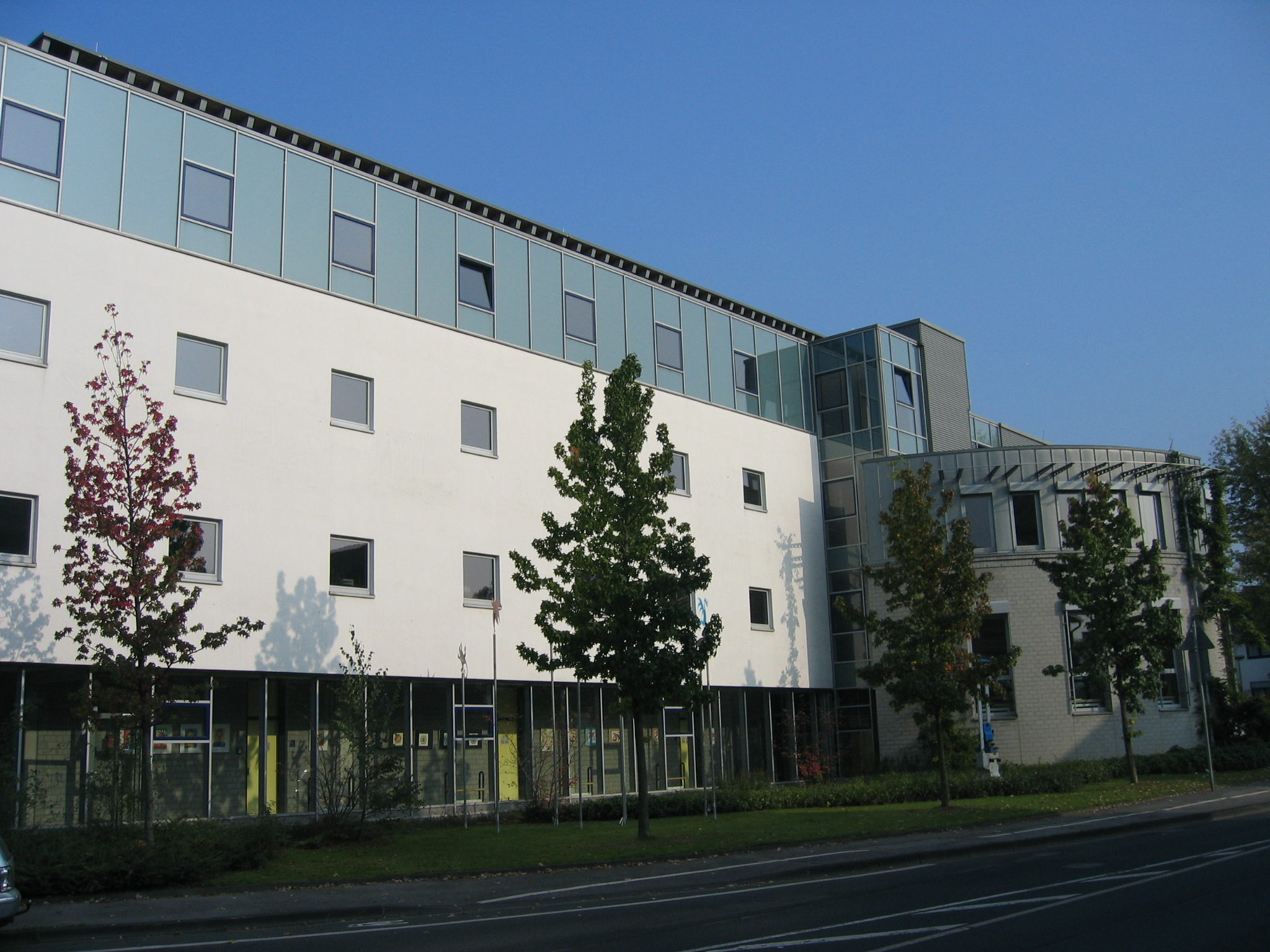
Humboldtgymnasium

Im Solinger Stadtbezirk Wald besteht eine vielfältige Schullandschaft. Die größten Schulen in Wald sind die Gesamtschule Friedrich-Albert-Lange-Schule (kurz FALS) an der Walder Kirche sowie das Humboldtgymnasium an der Grenze zu Ohligs. Das Schulzentrum Vogelsang, das ein Gymnasium und eine Realschule beherbergt, befindet sich am Rande von Gräfrath an der Stadtbezirksgrenze zu Wald. Am Weyer befinden sich die Albert-Schweitzer-Realschule und die Förderschule Wilhelm-Hartschen-Schule. Im Schulgebäude Delle befindet sich eine Dependance der Förderschule Erika-Rothstein-Schule.
Darüber hinaus gibt es mehrere Grundschulen in Wald, darunter die Schulen Am Rosenkamp, Gottlieb-Heinrich-Straße, Weyer und Westersburg.

### Öffentliche Einrichtungen
In Wald befindet sich die Feuer- und Rettungswache III der Feuerwehr Solingen. Unmittelbar benachbart liegt das Feuerwehrhaus der Löscheinheit 7 der Freiwilligen Feuerwehr. Einer der größten Arbeitgeber im Stadtbezirk Wald sind die Technischen Betriebe Solingen, eine eigenbetriebsähnliche Einrichtung der Stadt Solingen. Diese verfügen über zwei Standorte in Wald, den Hauptstandort an der Dültgenstaler Straße sowie einen Bauhof an der Gottlieb-Heinrich-Straße.
Das ehemalige Rathaus Wald an der zentralen Verkehrsachse Friedrich-Ebert-Straße beherbergte bis 2008 noch eine Außenstelle der Solinger Stadtverwaltung, seither wird es von verschiedenen Gewerbetreibenden genutzt.

## Kultur und Sehenswürdigkeiten

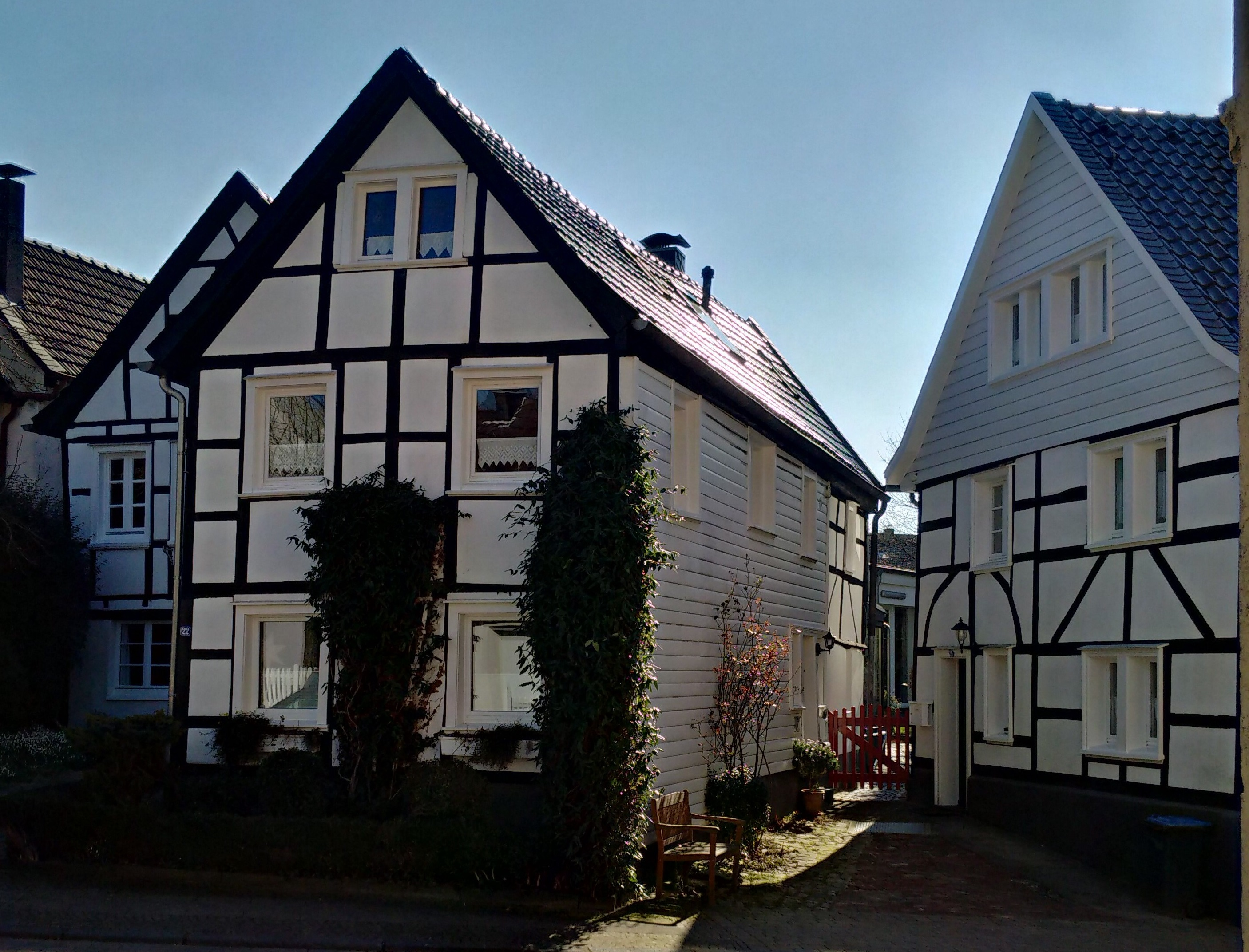
Fachwerkhäuser im Ortskern von Wald

Bekannt ist Wald für die Walder Theatertage, die jährlich im Juni stattfinden. Ursprünglich aus einem Theaterwettbewerb für jugendliche Schauspielgruppen hervorgegangen, haben sich die Walder Theatertage zu einem über die Stadtgrenzen hinaus bekannten „Kulturspektakel“ entwickelt. Internationale Straßentheatergruppen gestalten das Programm. Die Theatertage werden von Peter Wirtz organisiert.
Der Ortskern von Wald wird im Wesentlichen durch den Walder Rundling, Walder Schlauch oder Walder Dorp genannten Straßenzug um die bereichsprägende Walder Kirche gebildet. Aufgrund der baulichen Veränderungen in der Nachkriegszeit wurden einige bergische Fachwerkhäuser abgebrochen. Doch besonders die Straßen und Gassen hinter der Kirche blieben von der neueren Verkehrsplanung nahezu völlig verschont und weisen so heute eine Durchmischung altbergischer Fachwerkhäuser und pittoresker Wohnhäuser der Gründerzeit auf. Der gesamte Ortskern ist daher als Denkmalbereich geschützt. Im ehemaligen Walder Kotten befindet sich seit 2003 das privat betriebene Laurel & Hardy Museum. Es zeigt Exponate und Filme des Komiker-Duos Stan Laurel und Oliver Hardy, die in Deutschland als Dick und Doof bekannt wurden.
Erwähnenswert ist zudem das Freizeitzentrum Ittertal, das im Tal der Itter an der Grenze zur Nachbarstadt Haan liegt. Es besteht zum einen aus einer Freizeitanlage mit Sportflächen und einem Freibad im Sommer und einer Eislaufbahn im Winter.

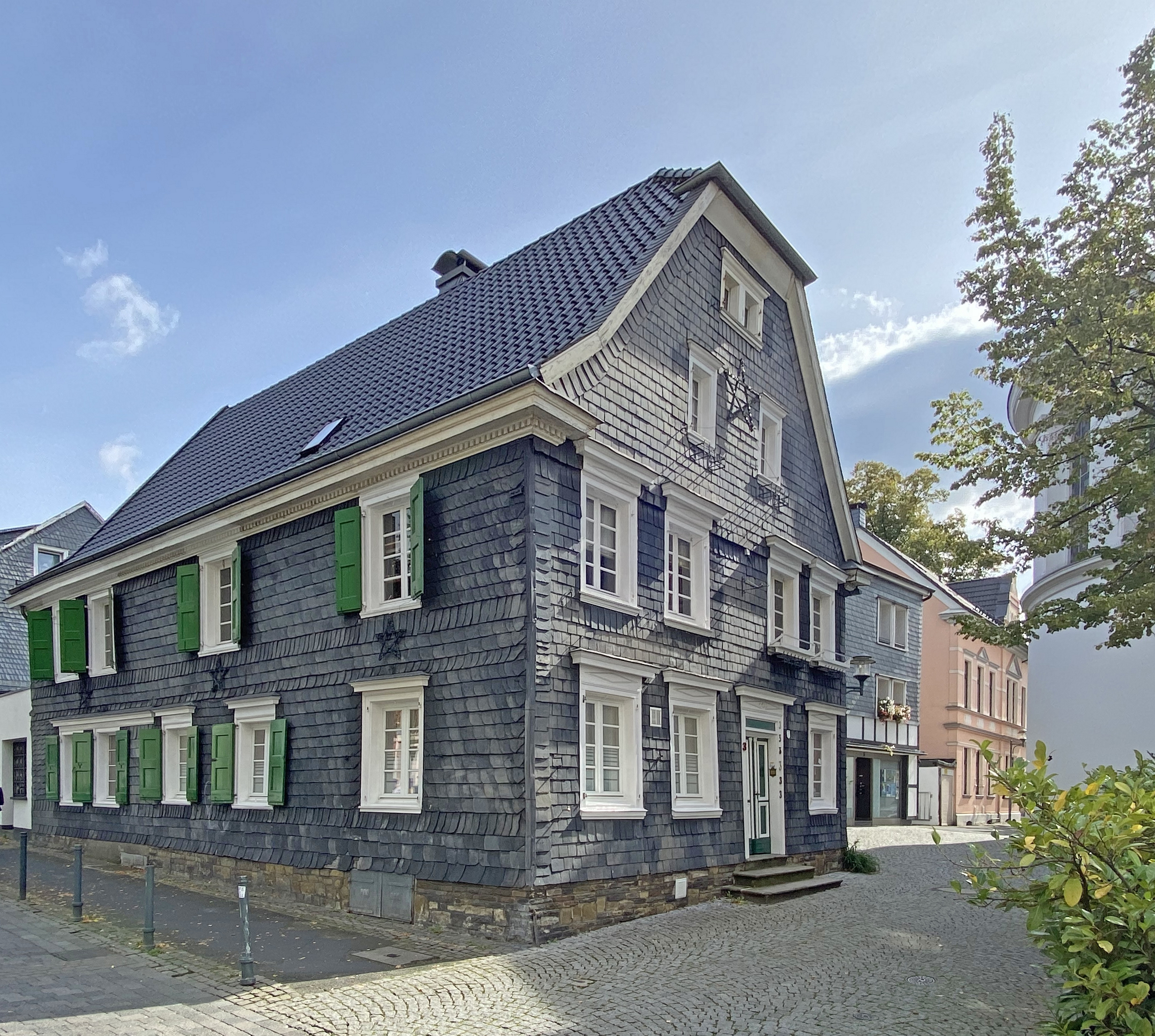
Walder Kirchplatz 3
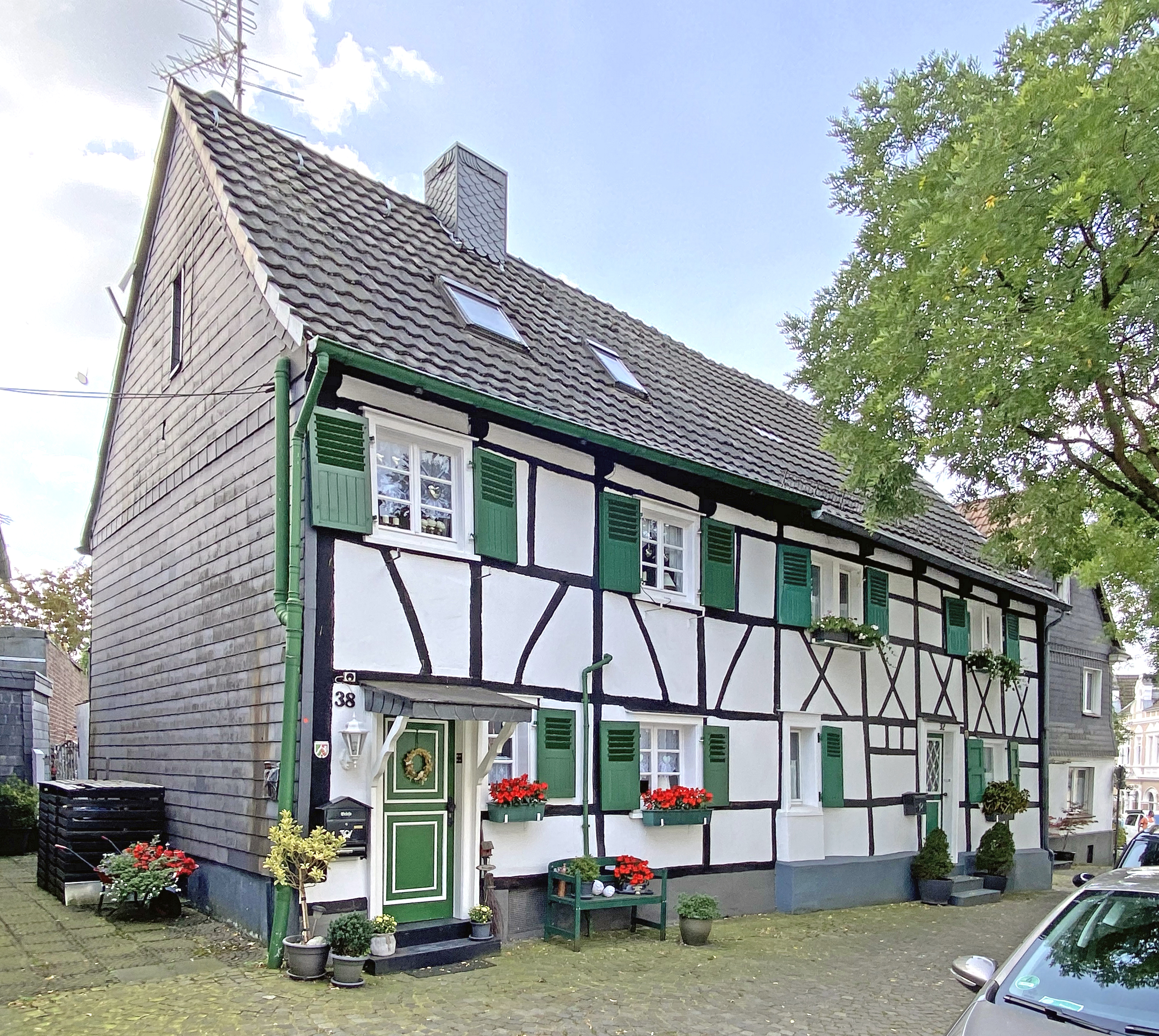
Opferfelder Straße 32–38
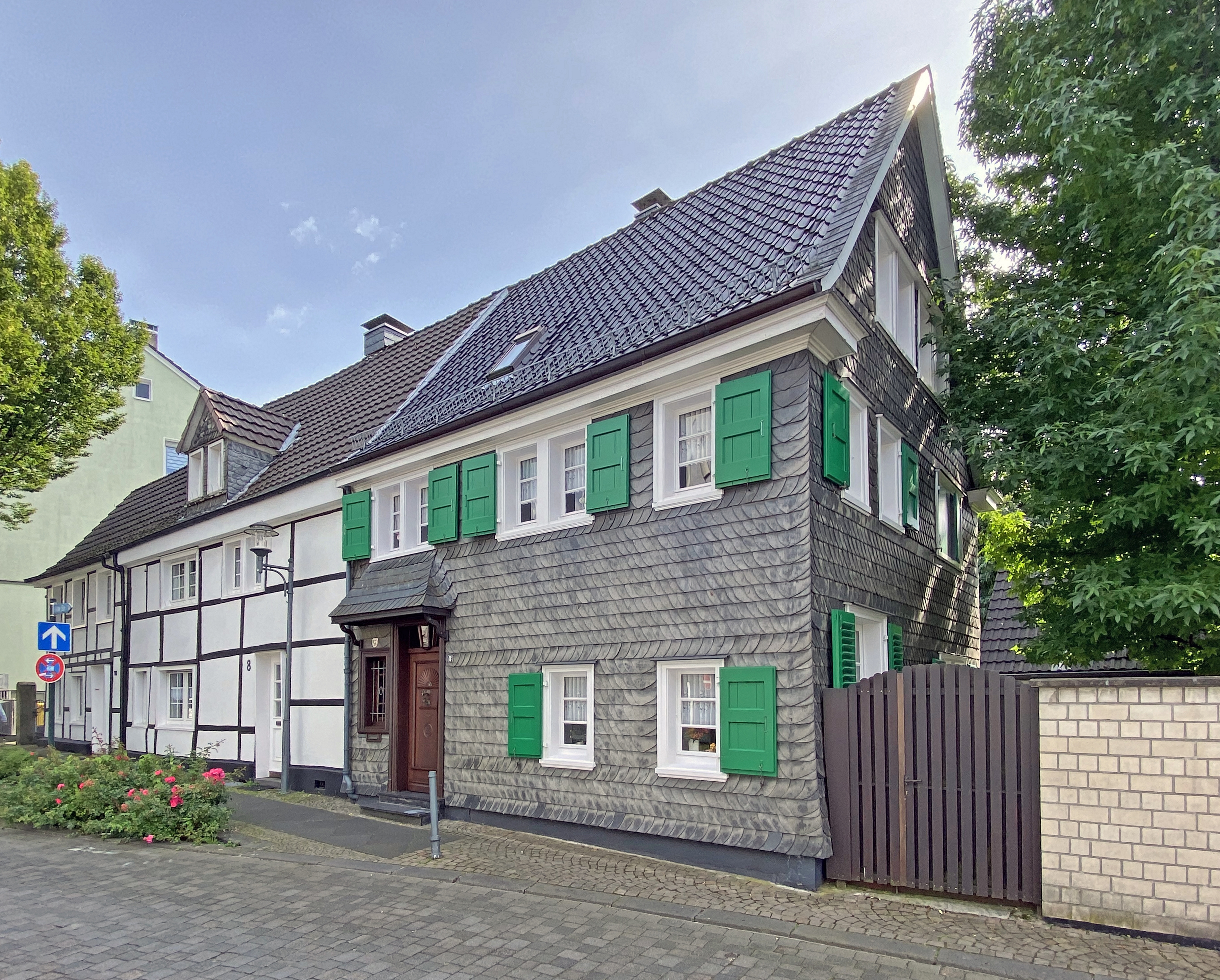
Alte Straße 18
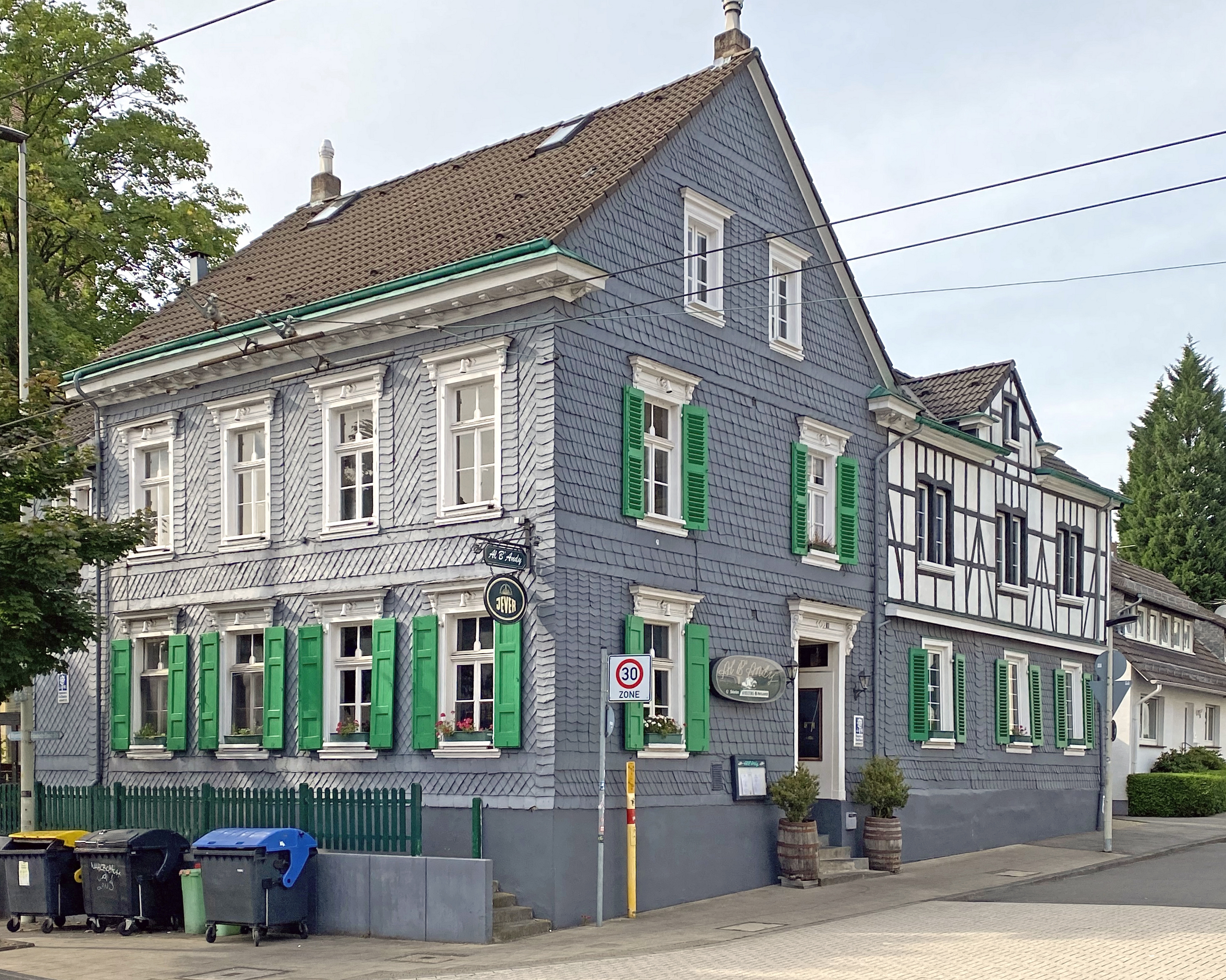
Augustinerstraße 1
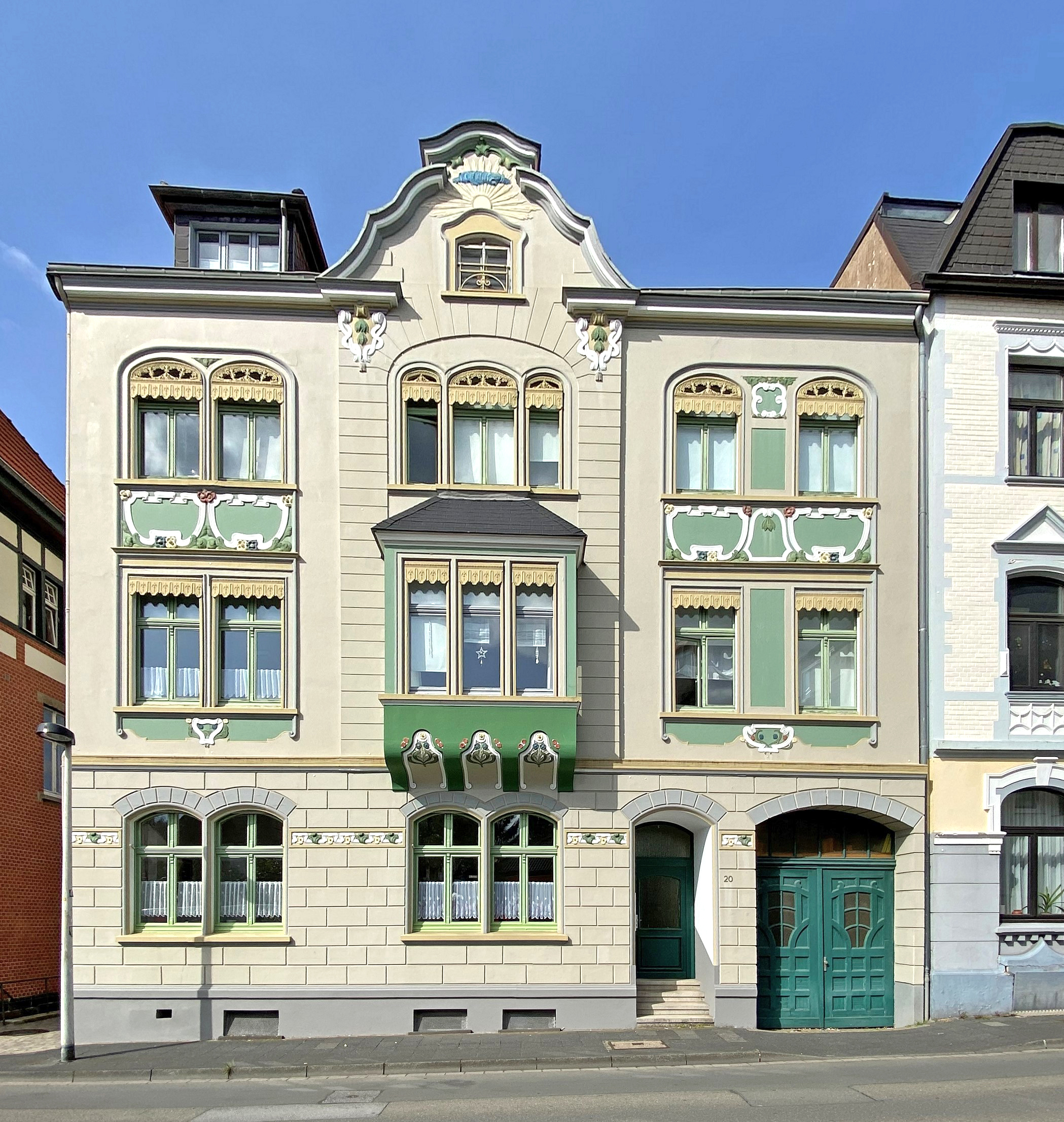
Poststraße 20
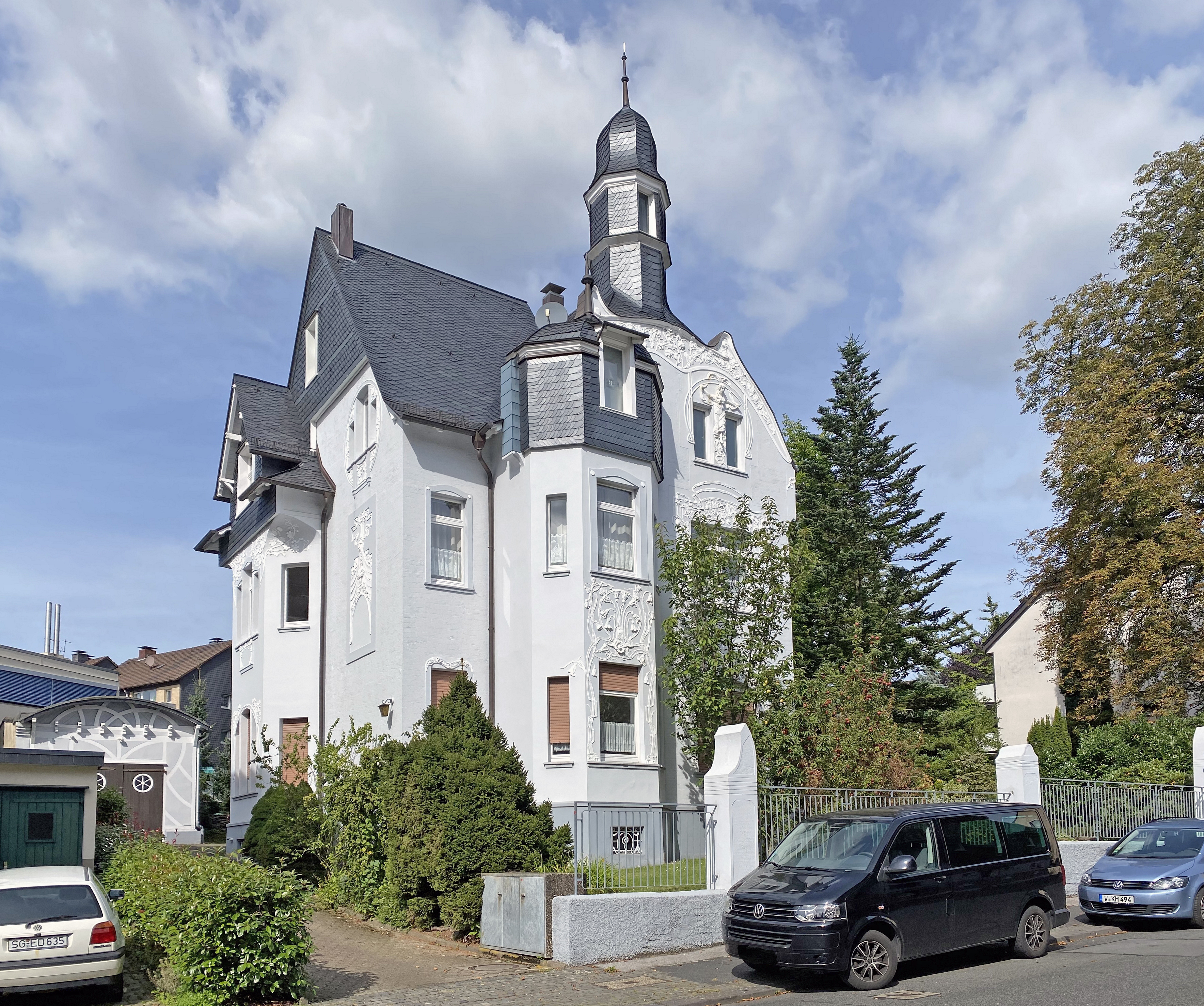
Stübbener Straße 19

## Persönlichkeiten

### Söhne und Töchter der Stadt
- Johann Christian Claudius Devaranne (1784–1813), Widerstandskämpfer in den Befreiungskriegen gegen Napoleon.
- Carl Klings (1828–nach 1900), Messerschmied, Mitglied der Internationalen Arbeiterassoziation und des ADAV.
- Friedrich Albert Lange (1828–1875), Philosoph, Pädagoge, Ökonom und Sozialist, Mitbegründer der Marburger Schule (Neukantianismus)
- Carl Ruß (1838–1925), Schweizer Schokoladenfabrikant
- Rudolf Thomas (1844–1920), Bürgermeister von Velbert
- Robert Krups sen. (1848–1916), Gründer von Krups Elektrogeräte und Waagenfabrik
- Benjamin Auerbach (1855–1940), Mediziner
- Wilhelm Leven (1867–1929), Journalist und Politiker (SPD, USPD)
- Robert Krups jun. (1887–1950), Bürgermeister der Stadt Neuwied (1924–1936)
- Rudolf Brückmann (1891–1964) von 1937 bis 1945 Oberbürgermeister von Solingen
- Paul Voß (1894–1976), Industriedesigner
- Karl Allmenröder (1896–1917), Medizinstudent, Offizier und Jagdpilot
- Willi Deutzmann (1897–1958), Maler und Graphiker

### Ehrenbürger
In Wald geboren, wanderte Carl Ruß in die Schweiz aus und stieg dort zum Inhaber und Leiter der größten Schweizer Schokoladenfabrik Suchard auf. In seiner Geburtsstadt errichtete er zwei Stiftungen und wurde dafür am 12. Februar 1908 zum Ehrenbürger ernannt. Auch Reichskanzler Otto von Bismarck erhielt im Jahre 1895 die Ehrenbürgerwürde. Letzter Ehrenbürger von Wald vor der Städtevereinigung mit Solingen im Jahre 1929 wurde der langjährige Beigeordnete der Stadt Ernst Moritz Franzen (1866–1956), nach dem im Ortskern von Wald seit 1959 auch eine Straße benannt ist.